# Spinoctenus yotoco
Espèce
Spinoctenus yotoco est une espèce d'araignées aranéomorphes de la famille des Ctenidae.

## Distribution
Cette espèce est endémique de Colombie.

## Publication originale
- Hazzi, Polotow, Brescovit, González-Obando & Simó, 2018 : Systematics and biogeography of Spinoctenus, a new genus of wandering spider from Colombia (Ctenidae). Invertebrate Systematics, vol. 32, no 1, p. 111-158.